# 王正序
王正序（1893年—1984年），中国银行家，英文名：Cheng Hsu Wang。字儒奇，号子章。

## 生平
1893年，生于浙江奉化县。是牧师王有光五子，外交家王正廷介弟，另有兄王正黼。1911年，追随兄王正廷、王正黼入读北洋大学，即今天津大学。一年后，1912年，转学入清华大学，为留学美国作预备。庚子赔款留美选拔考试，以91 .5高分名列第二，仅次于侯德榜，为清华学校第一届（特班）毕业生16位之一。1913年，在清华大学发起基督教青年会，任会长。
后赴美国留学，入读耶鲁大学。1916年，获得耶鲁大学经济系学士学位。再入普林斯顿大学，于1917年获得普林斯读大学经济学硕士学位。毕业后游历欧洲，曾在欧洲基督教青年会工作。
回国后，在上海创办和丰银行，是新加坡华侨的侨资银行。并在上海创立上海耶鲁大学同学会，任创会秘书。后任华侨银行汇兑经理，1925年，任华侨银行副总经理。日本侵华战争前夕，于1936年赴美国出任中国银行美国纽约经理处经理。二战时回调中国，出任中国央行（时中国银行）总行专员。旋即又外调，出任中国银行缅甸仰光分处经理，负责经营盟军外援资金。
后移居美国。1984年以92岁高龄在美国辞世。

## 家庭
- 父 王有光牧师
- 兄 王正廷、王正黼
- 子 王恭昭，女王安敏，美国著名华人女音乐家，出生作Wang An Min，后嫁美国麦伟强William K. Mak后作Marion Mak，女王安芳[7]。